# Les Claypool
Leslie Edward "Les" Claypool (Richmond, California, 29 de septiembre de 1963) es un músico estadounidense, reconocido por ser un virtuoso bajista, cantante y compositor.
Es más conocido por ser componente de la banda estadounidense de metal funk Primus, en la cual toca el bajo eléctrico, bajo fretless (sin trastes), contrabajo, fiddle (violín rústico), fuzz, clarinete y mandolina y en la que también ejerce de voz. También tiene varios proyectos paralelos. Claypool tiene un estilo propio a la hora de tocar el bajo mezclando influencias muy variadas: heavy metal, funky, flamenco, entre otras.

## Biografía

### Primeros años
Claypool nació el 29 de septiembre de 1963 en Richmond (California), pero fue criado en El Sobrante (California) en una familia de clase trabajadora con una historia de trabajo en mecánica de automóviles. Fue educado en los colegios Collins Elementary School y De Anza High School, donde se hizo amigo de Kirk Hammett, más tarde guitarrista de Metallica. Los padres de Les se divorciaron cuando él era niño, pero dice que tuvo una infancia decente, y que nunca sufrió abusos ni fue intimidado severamente.[cita requerida]
Claypool desarrolló una técnica de slap en el bajo escuchando a bajistas como Stanley Clarke y Larry Graham. El primer bajo que compró fue uno de cuatro cuerdas fabricado por Memphis.
Antes de la formación de Primus, Les trabajó como carpintero desde 1982 hasta 1988. También tocó en la banda de thrash metal Blind Illusion durante la grabación de su álbum The Sane Asylum, en 1988.
En 1986, después de la muerte de  Cliff Burton, ex-bajista de Metallica, Claypool audicionó para ese puesto e interpretó la canción "Master of Puppets". En el episodio de Metallica en el programa Behind the Music, Claypool dijo que durante la audición les preguntó en broma a los otros si querían que "improvise sobre algunos temas de Isley Brothers",[cita requerida] en referencia a su escasa experiencia en la escena thrash metal. James Hetfield, cantante de la banda, señaló que Claypool no se quedó con el puesto porque "era demasiado bueno" y "debe hacer sus propias cosas". Claypool comentó que no hubiera encajado en la banda y lo "habrían mirado como a un fenómeno".[cita requerida]

### Primus
Primus nació inicialmente con el nombre "Primate", a mediados de los años 80, con Les Claypool, el guitarrista Todd Huth y varios bateristas, siendo el más notable Jay Lane. Claypool es el único miembro que ha permanecido en todas y cada una de las formaciones del grupo tras el abandono de Huth y la entrada del guitarrista Larry LaLonde y el ecléctico baterista Tim Alexander en 1989. 
Desde 1989 a 2006, Primus se mantuvo como una de las bandas más atrevidas en darse a conocer al gran público actuando en grandes festivales, como Lollapalooza en 1993, y apareciendo en importantes programas de televisión estadounidenses, como los shows de David Letterman y de Conan O'Brien en 1995.

## Discografía
Con Blind Illusion
- The Sane Asylum (1988)

Con Primus
- Sausage (demo) (1988)
- Sucking Songs (demo) (1988)
- Suck on This (1989)
- Frizzle Fry (1990)
- Sailing the Seas of Cheese (1991)
- Miscellaneous Debris (1992)
- Pork Soda (1993)
- Tales from the Punchbowl (1995)
- The Brown Album (1997)
- Rhinoplasty (1998)
- Antipop (1999)
- Animals Should Not Try to Act Like People (2003)
- They Can't All Be Zingers: The Best of Primus (2006)
- Green Naugahyde (2011)
- Primus & The Chocolate Factory With the Fungi Ensemble (2014)
- The Desaturating Seven (2017)
- Conspiranoia/Follow The Fool (2022)

Con Sausage
- Riddles Are Abound Tonight (1994)

Con Les Claypool and the Holy Mackerel
- Highball with the Devil (1996)

Con Colonel Les Claypool's Fearless Flying Frog Brigade
- Live Frogs Set 1 (2001)
- Live Frogs Set 2 (2001)
- Purple Onion (2002)

Con Buckethead
- Monsters and Robots (1999) (coescribiendo 6 temas)

Con Colonel Claypool's Bucket of Bernie Brains
- The Big Eyeball in the Sky (2004)

Con Oysterhead
- The Grand Pecking Order (2001)

En solitario (Les Claypool)
- Of Whales and Woe (2006)
- Of Fungi and Foe (2009)

Electric Apricot
- Quest for Festeroo (Banda sonora) (2008) (5 de los 12 temas)

Con The Claypool Lennon Delirium
- Monolith of Phobos (2016)
- South of Reality (2019)

Bandas sonoras y recopilaciones
- 1988 - Germ's Choice: A KUSF Compilation (en la que aparece el tema "Tommy the Cat", de Primus).
- 1991 - Bill & Ted's Bogus Journey (banda sonora, en la que aparece el tema "Tommy the Cat", de Primus).
- 1993 - The Beavis and Butt-Head Experience (en la que aparece el tema "Poetry and Prose", de Primus).
- 1993 - Radio 501 (promoción para Levi's jeans, en la que aparece el tema original "Can't Live Without", de Claypool, Jay Lane y Rob Wasserman).
- 1994 - Airheads (banda sonora, en la que aparece el tema original "Bastardizing Jellikit", de Primus).
- 1994 - Brainscan (banda sonora, en la que aparece el tema original "Welcome to This World", de Primus).
- 1996 - Victor (proyecto solista de Alex Lifeson, en el que aparece el tema "The Big Dance").
- 1998 - Chef Aid (banda sonora de South Park, en la que aparece los temas originales "South Park Theme" y "Mephisto and Kevin", de Primus).
- 1998 - "MTV Sports & Music Festival" (en el que aparece el tema "Kalamazoo", de Primus).
- 1999 - Family Values Tour 1999 (en el que aparece los temas "Laquerhead" y "My Name is Mud", de Primus).
- 2000 - Nativity in Black II (tributo a Black Sabbath, en el que aparece la versión de "N.I.B." grabada por Primus y Ozzy Osbourne).
- 2002 - Crank It Up (en la que aparece la versión del tema Hot Rod Lincoln, de Commander Cody grabada por Claypool).
- 2002 - Bonnaroo Music Festival 2002 (en el que aparece el tema "Locomotive Breath", de Les Claypool's Frog Brigade).
- 2002 - Bonnaroo Vol. 2 (en el que aparece el tema "Number Two", de Colonel Claypool's Bucket of Bernie Brains).
- 2004 - Concrete Corner: October Sampler 2004 (en el que aparece el tema "Junior", de Colonel Claypool's Bucket of Bernie Brains).
- 2004 - Bonnaroo Music Festival 2004 (en el que aparece el tema "Frizzle Fry", de Primus).
- 2005 - Robot Chicken (banda sonora, para la cual Les Claypool compuso el tema principal de la serie).
- 2006 - Barnyard (banda sonora, en la cual aparece el tema original "Hittin' the Hay", de North Mississippi Allstars con Claypool).

## Videografía
VHS
- 1992 - Primus - Miscellaneous Debris
- 1992 - Primus - Cheesy Home Video
- 1998 - Primus - Horrible Swill: A Tawdry Look at Primus on the Road in 1998 (Fan Club promo video)
- 1998 - Primus - Videoplasty

DVD
- 2002 - Rising Low (documental de Mike Gordon)
- 2002 - Varios artistas - Live From Bonnaroo Music Festival 2002 (con Les Claypool's Frog Brigade and Colonel Claypool's Bucket of Bernie Brains)
- 2003 - Gov't Mule - The Deepest End, Live In Concert
- 2003 - Primus - Animals Should Not Try to Act like People (DVD/EP set)
- 2004 - Primus - Hallucino-Genetics: Live 2004
- 2004 - Varios artistas - Live From Bonnaroo Music Festival 2004 (con Primus)
- 2005 - Les Claypool - 5 Gallons of Diesel
- 2006 - Primus - Blame It on the Fish: An Abstract Look at the 2003 Primus Tour de Fromage

## Equipamiento
Bajos
- Carl Thompson Rainbow Bass.
- 4 modelos de Carl Thompson Custom Bass de 4 cuerdas.
- Maple de 4 cuerdas (raramente usado).
- Maple piccolo bass.
- Fretless de 4 cuerdas.
- Carl Thompson bass de 6 cuerdas.
- Fender Jazz Bass.
- Kramer bass.
- Rickenbacker 4003 Bass.
- Zeta electric upright bass.
- Kay upright bass.
- NS Design electric upright bass.
- Tune fretless six-string bass (usado antes de tener el Carl Thompson Rainbow Bass).
- The Whamola bass.
- Bassjo, un instrumento de 4 cuerdas que es un híbrido entre bajo y banjo.

Amplificación
- Pantallas Ampeg Bass
- Pantallas Mesa Boogie Bass.
- Amplificadores Gallien-Krueger Practice.